# Kanton Côte Vermeille

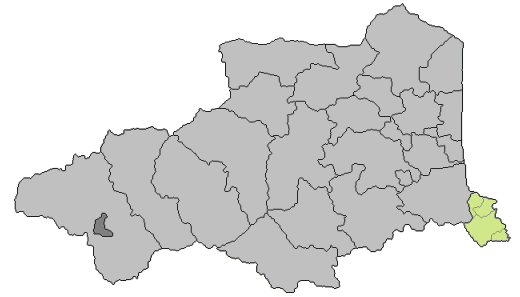
Lage im Département Pyrénées-Orientales

Der Kanton Côte Vermeille ist ein ehemaliger – nach der Côte Vermeille (Purpurküste) benannter – französischer Wahlkreis im Arrondissement Céret, im Département Pyrénées-Orientales und in der Region Languedoc-Roussillon. Sein Hauptort war Port-Vendres.
Der Kanton hatte eine Fläche von 78,40 km² und 13.331 Einwohner (Stand 1. Januar 2012), was einer Bevölkerungsdichte von 170 Einwohnern pro km² entsprach.

## Gemeinden
Der Kanton bestand aus vier Gemeinden:
| Gemeinde        | Einwohner Jahr | Fläche km² | Bevölkerungsdichte | Code INSEE | Postleitzahl |
| --------------- | -------------- | ---------- | ------------------ | ---------- | ------------ |
| Banyuls-sur-Mer | 4.681 (2013)   | 42,43      | 110 Einw./km²      | 66016      | 66650        |
| Cerbère         | 1.378 (2013)   | 8,18       | 168 Einw./km²      | 66048      | 66290        |
| Collioure       | 3.057 (2013)   | 13,02      | 235 Einw./km²      | 66053      | 66290        |
| Port-Vendres    | 4.214 (2013)   | 14,77      | 285 Einw./km²      | 66148      | 66660        |

## Bevölkerungsentwicklung
| Jahr      | 1962   | 1968   | 1975   | 1982   | 1990   | 1999   | 2009   |
| Einwohner | 13.865 | 14.730 | 14.069 | 13.507 | 14.219 | 14.663 | 13.415 |